# Причард, Норман
Но́рман Ги́лберт При́чард (англ. Norman Gilbert Pritchard; 23 июня 1877, Калькутта — 31 октября 1929, Лос-Анджелес, Калифорния) — индийский легкоатлет и актёр, дважды серебряный призёр летних Олимпийских игр 1900 и снявшийся в 28 фильмах артист немого кино.

## Спортивная карьера
Причард родился 23 июня 1875 года в Калькутте, Индия. В 1900 году он отдыхал в Париже и, узнав о проведении Олимпийских игр там, решил принять участие в легкоатлетических соревнованиях. Он стал не только первым спортсменом на Играх из Азии, но и первым призёром.

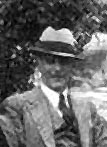
Норман Тревор

Причард соревновался в пяти спринтерских дисциплинах. 14 июля он соревновался в беге на 100 м и на 110 м с барьерами. В первом соревновании он сначала выиграл первый раунд, но затем занял второе место в полуфинале. Дальше он мог пройти только выиграв дополнительный забег, но тоже занял в нём второе место. В барьерном беге он сначала выиграл полуфинал, но не смог финишировать в заключительной гонке.
На следующий день, 15 июля, он участвовал в полуфинальном забеге на 60 м, но занял в нём лишь третье место, что не позволило ему пройти дальше. 16 июля, он соревновался в ещё одной барьерной дистанции — на 200 м. Выиграв предварительный полуфинал, он занял второе место в финале, выиграв серебряную медаль.
В свой последний день соревнований, 22 июля, Причард участвовал в беге на 200 м. Сначала он занял второе место в полуфинале, а затем и в финале, став двукратным серебряным призёром.
После Олимпийских игр, он работал в Индийской футбольной ассоциации с 1900 по 1902 гг. После этого он переехал в США в 1905 году, где занялся актёрством.

## Актёрская карьера
Причард также был актёром. Он снялся в 28 немых фильмах под сценическим псевдонимом Норман Тревор. Он работал в фильмах различных жанров — драма, комедия, мелодрама и приключенческий фильм. Он снимался до самой своей смерти 30 октября 1929 года в одном из пригородов Лос-Анджелеса от болезни мозга.